# Spinestis nikita
Spinestis nikita là một loài nhện trong họ Oonopidae. Chúng được miêu tả năm 2009 bởi Michael Saaristo & Marusik.